# Дрималик Сильвестр
Сильвестр Дрималик (31 березня 1855, с. Туринка Жовківський повіт — 28 листопада 1923, Львів) — галицький лікар і громадський діяч на Жовківщині.

## Життєпис
Після народної школи закінчив 1873 року академічну гімназію у Львові та медичні студії у Відні. 
Доктором медицини став 1879 року.

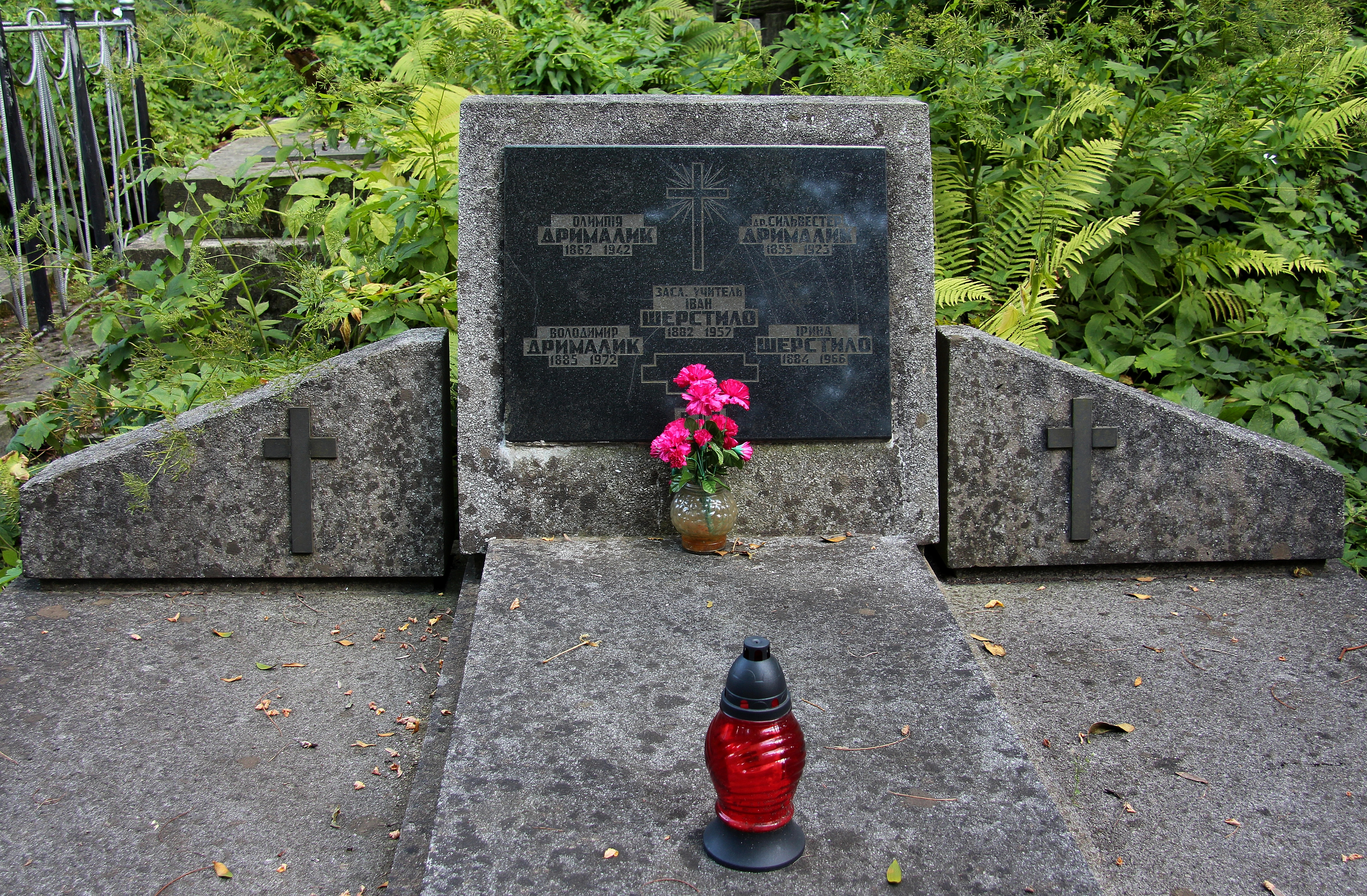

1879 року доктора Сильвестра Дрималика загальні збори визнали почесним членом віденського товариства «Січ». У Жовкві разом з адвокатом доктором Михайлом Королем створював основи для просвітянської та господарської організацій, заснував кредитовий кооператив «Народний дім», «Читальню», «Жовківську Руську Раду».
1886 року доктора Дрималика призначили міським лікарем Жовкви, був також членом ради і суду польської Східногалицької лікарської палати. З 1914 року у Львові директор «Народної Лічниці»; автор кількох популярних книжок («Лікарський Порадник», «Про полові хвороби» та ін.) і фахових статей в німецьких та українських журналах. Належав до Українського дієцезіального комітету опіки над воєнними сиротами у Львові, надаючи лікарську допомогу підопічним дітям. Комітет утримував сиротинець, де перебували та вчилися в школі українські діти, батьки яких загинули під час війни (у 1922 році в сиротинці перебувало 175 дітей).
Похований на 60 полі Личаківського цвинтаря.